# Clepsydre moderne
 (octobre 2014).
Si vous disposez d'ouvrages ou d'articles de référence ou si vous connaissez des sites web de qualité traitant du thème abordé ici, merci de compléter l'article en donnant les références utiles à sa vérifiabilité et en les liant à la section « Notes et références ».

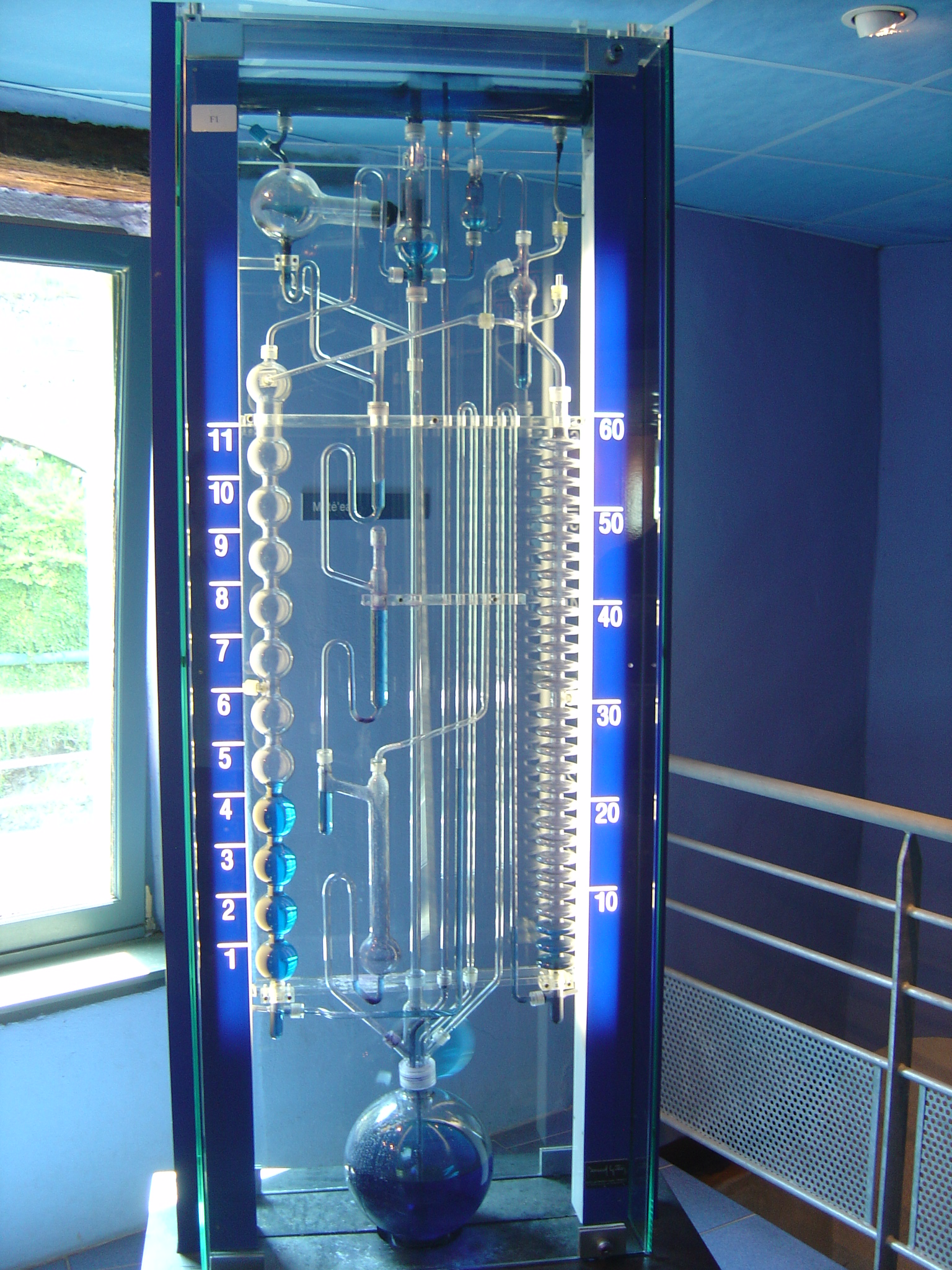
Clepsydre moderne, musée Noria, l'espace de l'eau (Saint-Jean-du-Bruel).

La clepsydre moderne est une horloge à eau. Sa particularité vient de l'association d'eau et d'air et d'un balancier, similaire aux horloges mécaniques.

## Description
Les composants de la clepsydre sont en verre translucide et incolore. L'eau, colorée pour une meilleure observation, est ainsi visible par transparence. L'utilisation de l'air permet le déplacement, par aspiration, de l'eau au sein de la clepsydre. L'affichage de l'heure et des minutes se fait à travers 2 colonnes distinctes, graduées et situées de part et d'autre de la clepsydre :
- La colonne des heures est constituée de 12 sphères dont 11 d'un volume correspondant à 1 heure qui indique l'heure en cours, la 12e permettant au réseau, véhiculant l'air à pression ambiante, de ne pas être noyé. Midi ou minuit se lisent "0 h".
- La colonne des minutes est constituée de 30 anneaux, de volume équivalent à 2 minutes, indiquant le nombre de minutes passées.

### Fonctions
La clepsydre moderne est un système complexe de fonctions nécessitant de nombreux composants. Si les fonctions restent identiques, les caractéristiques des composants (dimension, nombre) peuvent varier d'une clepsydre à une autre.

#### Stockage
L'eau de la clepsydre est stockée dans deux réservoirs :
- Un réservoir au point le plus bas de la clepsydre permet la réception de l'eau utilisée et où une pompe permet de la renvoyer au point le plus haut de la clepsydre.
- Un réservoir au point le plus haut de la clepsydre stocke l'eau en grande quantité pour une utilisation prolongée sans réapprovisionnement, et en hauteur pour une utilisation immédiate grâce à la pesanteur.

#### Fréquence
Le balancier de la clepsydre, équipé d'un moteur destiné à entretenir ses oscillations, donne à la clepsydre une fréquence de fonctionnement. Le balancier est également équipé de différents contrepoids, réduisant le travail du moteur.

#### Division
Des siphons divisent la fréquence donnée par le balancier par déversements successifs dans des siphons de plus en plus volumineux. La division de la fréquence du balancier, ou la multiplication de sa période, permet d'obtenir, pour cette fonction, une période de 120 secondes (2 minutes). Le volume d'eau représentant les 2 minutes dans les siphons n'est pas celui qui se déverse dans la colonne des minutes, il se vide dans le réservoir du bas.

#### Affichage

##### Minutes
Le réservoir contenant le volume d'eau destiné à la colonne des minutes se trouve sous le réservoir du haut auquel il est relié. À chaque battement du balancier, de l'eau s'y déverse. Au bout des 120 secondes les siphons se vident, ce qui crée un vide qui aspire le volume d'eau du réservoir des 2 minutes dans un autre réservoir dont le trop plein rajoute 2 minutes dans la colonne des minutes. Au bout de 60 minutes le niveau d'eau de cette colonne dépasse le coude du siphon, ce qui la vide complètement. Similairement aux 120 secondes, le volume d'eau représentant les 60 minutes ne se vide pas dans la colonne des heures, mais dans le réservoir du bas.

##### Heures
Le volume d'eau représentant 1 heure se trouve dans un autre réservoir situé au-dessous du réservoir central et relié au réservoir des minutes par un siphon. L'eau remplit le réservoir des heures progressivement à chaque fois que le niveau d'eau dans le réservoir des minutes atteint l'embouchure du siphon, juste avant qu'il ne se vide ; toutes les 2 minutes. Quand la colonne des minutes se vide, toutes les 60 minutes, elle crée une aspiration dans un siphon, qui la relie au réservoir des heures, et provoque le déversement du volume d'eau d'une heure dans la colonne des heures.

##### 12h
Au bout de 12 heures, le niveau d'eau dans la colonne des heures dépasse le coude du siphon et la colonne se vide complètement dans le réservoir du bas. Midi ou minuit se lisent "0 h".

## Source
- Schéma et animation